# La traviata
La traviata (títol original en italià, en català L'esgarriada) és una obra dramaticomusical en tres actes composta el 1852 per Giuseppe Verdi sobre un llibret en italià de Francesco Maria Piave, basat en La dama de les camèlies d'Alexandre Dumas. Es va estrenar el 6 de març de 1853 al La Fenice de Venècia, dirigida per Gaetano Mares. A Catalunya es va estrenar al Gran Teatre del Liceu el 25 d'octubre de 1855.
Violeta, una cortesana famosa a París, ho abandona tot per anar amb el seu amor Alfredo. Però la germana d'Alfredo no podrà casar-se si Alfredo viu amb Violeta. El senyor Germont, pare d'Alfredo, és l'encarregat de fer-ho saber a Violeta, que abandona Alfredo. Finalment, Violeta, malalta de tuberculosi, rep la visita d'Alfredo i del senyor Germont, que reconeix el seu error. Violeta mor entre els seus éssers estimats.

## Origen i context
Piave i Verdi, inspirats en la novel·la La Dama de les Camèlies (1848) d'Alexandre Dumas, volien seguir a Dumas donant-li a l'òpera una ambientació contemporània, però les autoritats de la Fenice varen insistir que s'ambientés en el passat, al voltant del segle xviii. No va ser fins a la dècada de 1880 que es van respectar els desitjos originals del compositor i del llibretista i se'n van representar produccions "realistes".
Amb La traviata, Verdi va assolir un estil madur, amb més profunditat en la descripció dels personatges, major solidesa en les construccions dramàtiques, i una orquestra més important i rica.
És una obra atípica dins de la producció de Verdi pel seu caràcter realista. No es refereix a grans fets històrics, com Nabucco, ni està basada en tragèdies com Macbeth, sinó que és un drama psicològic de caràcter intimista. Va ser la primera òpera en la qual els actors van usar vestits contemporanis de l'època (smoking i vestits llargs de dama a la manera francesa o anglesa), ja que fins a aquest moment, les òperes sempre usaven vestits històrics, corresponent a segles passats o altres civilitzacions (tal com va passar a Aida on usaven robes de l'antic Egipte, Nabucco l'antic Israel o Rigoletto que evocava al segle xvi del nord d'Itàlia).

## Representacions

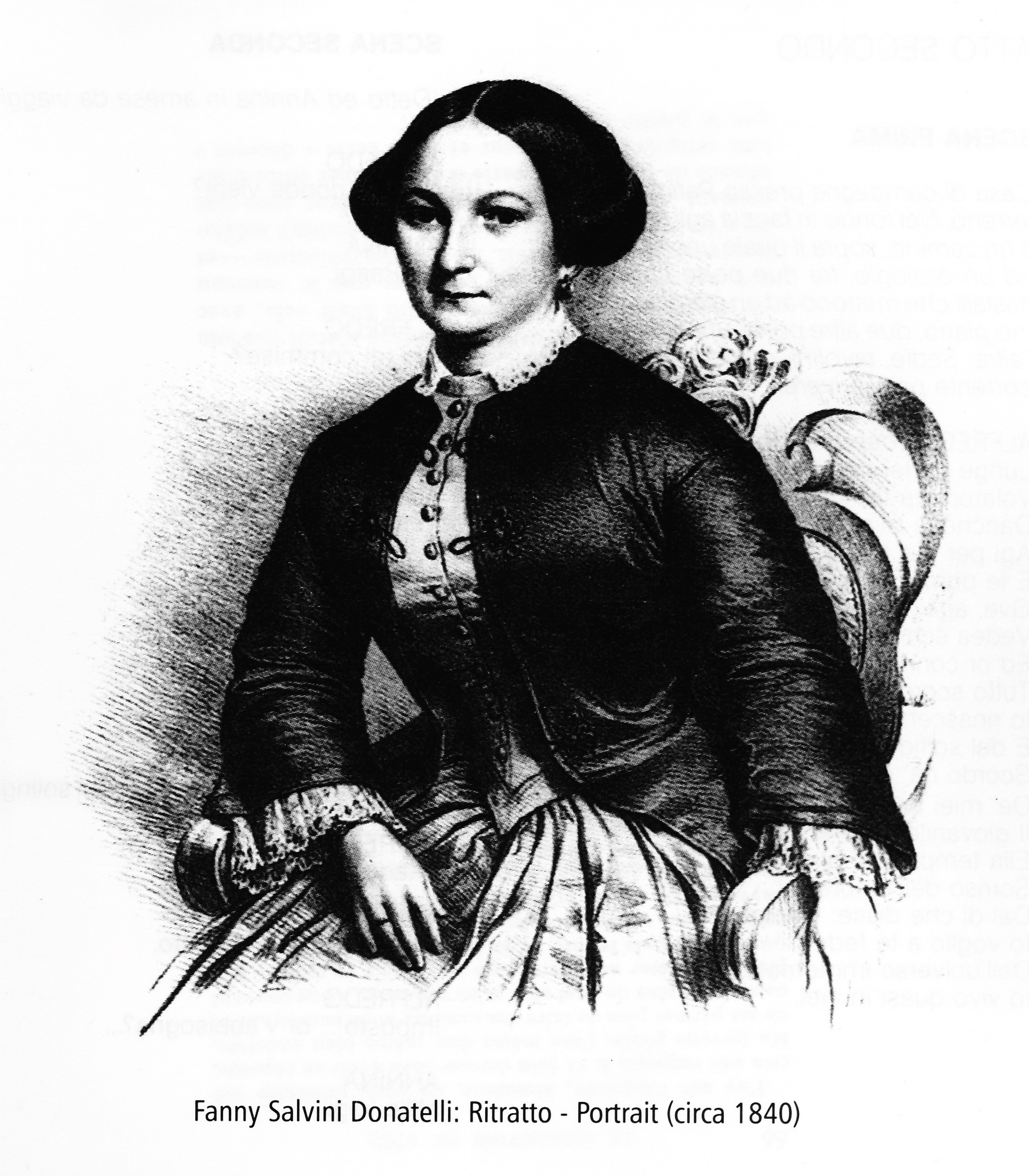
Fanny Salvini-Donatelli, la primera Violetta

Va ser estrenada, sense èxit, al teatre La Fenice de Venècia el 6 de març de 1853. El públic es va burlar de la representació diverses vegades, dirigint les seves burles al rol de la soprano Fanny Salvini-Donatelli com a Violetta. La soprano, encara que una cantant aclamada, va ser considerada massa vella (amb 38 anys) i que amb el seu sobrepès no encaixava en el paper dramàtic de la protagonista, que mor de tuberculosi. Verdi havia intentat prèviament, sense èxit, convèncer el gerent de La Fenice per donar el paper a una dona més jove. Malgrat tot, el primer acte va trobar l'aplaudiment al final. Però en el segon, el públic va començar a tornar-se en contra de la representació, especialment després de cantar el baríton (Felice Varesi) i el tenor (Lodovico Graziani). Al final de l'òpera, el públic va començar a riure en comptes d'apreciar-ne el final tràgic. L'endemà, Verdi va escriure al seu amic Emanuele Muzio el que avui s'ha convertit potser en la seva carta més famosa: "La Traviata d'ahir a la nit un fracàs. ¿Error meu o dels cantants? El temps ho dirà."
Després d'algunes revisions entre 1853 i el maig de 1854, que afectaren principalment els actes II i III, l'òpera es va representar de nou a Venècia, aquesta vegada al Teatro San Benedetto. Aquesta representació va ser un èxit de crítica, en bona part, pel retrat de Violetta fet per Maria Spezia-Aldighieri. Es va estrenar a Madrid l'1 de febrer de 1855 al Teatro Real. Es va estrenar a Barcelona el 25 d'octubre de 1855, al Gran Teatre del Liceu. El 24 de maig de 1856 la versió revisada va ser presentada al Her Majesty's Theatre de Londres i la va seguir el 3 de desembre d'aquell any l'estrena a Nova York.
Des de llavors, la seva popularitat ha estat constant i s'ha mantingut en el repertori fins a l'actualitat. La Traviata segueix sent molt important, dins el repertori operístic estàndard i apareix com la primera en la llista d'òperes més representades a tot el món per al període 2007-2012.

## Personatges
| Rol               | Intèrpret               | Intèrpret               |
| ----------------- | ----------------------- | ----------------------- |
| Rol               | 6 març 1853             | 6 maig 1854             |
| Violetta Valery   | Fanny Salvini-Donatelli | Maria Spezia Aldighieri |
| Alfredo Germont   | Lodovico Graziani       | Francesco Landi         |
| Giorgio Germont   | Felice Varesi           | Filippo Coletti         |
| Flora Bervoix     | Speranza Giuseppini     | Luigia Morselli         |
| Annina            | Carlotta Berini         |                         |
| Gastone           | Angelo Zuliani          | Antonio Galletti        |
| Douphol           | Francesco Dragone       |                         |
| Marchese d'Obigny | Arnaldo Silvestri       |                         |
| Dottor Grenvil    | Andrea Bellini          | Andrea Bellini          |
| Giuseppe          | Giuseppe Borsato        |                         |
| Majordom de Flora | Giuseppe Tona           | Antonio Manzini         |
| Comisari          | Antonio Manzini         | Antonio Manzini         |

## Argument

### Acte I

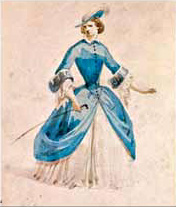
Vestit de Violetta per a l'estrena

París i els seus voltants, a mitjan segle xix. Violetta Valéry, cèlebre cortesana, ofereix una festa en el saló de casa seva a París. El comte Gastone es presenta amb el seu amic Alfredo Germont, un jove noble que fa temps que està enamorat de Violetta. Mentre passegen pel saló, Gastone explica a Violetta que Alfredo la vol, i que, quan estava malalta, acudia cada dia a casa seva per interessar-se per la seva salut. Alfredo se'ls uneix i confirma les paraules de Gastone. El baró Douphol, actual amant de Violetta, s'espera per acompanyar-la al saló, on li demanen que faci un brindis. Ell es nega a fer-lo i llavors és Alfredo qui convida els presents a alçar les copes, tot interpretant el conegut duet amb cor Libiamo ne' lieti calici.
Els convidats es traslladen a l'habitació del costat on s'escolta l'orquestra de ball. Violetta se sent marejada i demana als seus amics que vagin davant i que la deixin descansar fins que es recuperi. Alfredo entra i es mostra preocupat per la seva delicada salut. Després li declara el seu amor. Al principi Violetta el rebutja. No obstant això, hi ha alguna cosa en Alfredo que la commou. Quan el jove està a punt d'anar-se'n, ella li regala una flor perquè ell torni quan estigui pansida, ell l'estreny i diu que demà i ella promet tornar a veure'l l'endemà.
Els convidats se'n van. Ja a soles, Violetta, acostumada a gaudir de la vida amb llibertat i sense lligaments, es pregunta si l'atractiu pretendent que acaba de conèixer podria ser l'amor de la seva vida. Fora d'escena se sent la veu d'Alfredo que canta a l'amor, mentre ella canta a la llibertat (Sempre libera!)

### Acte II

#### Quadre I
Tres mesos més tard, Alfredo i Violetta conviuen en una tranquil·la casa de camp als afores de París. Violetta està enamorada i ha abandonat totalment la seva vida anterior. Alfredo, a soles, medita feliç sobre l'amor que els uneix. Arriba Annina, la criada, que comenta a Alfredo que acaba de vendre a París una gran part de les pertinences de Violetta per a poder costejar la retirada vida en el camp. Alfredo, sorprès, se'n va immediatament cap a París per a ocupar-se personalment de l'assumpte.
Violetta torna a casa i rep una invitació de la seva amiga Flora per a una festa a París aquella mateixa nit. Un criat anuncia una visita. És el pare d'Alfredo, Giorgio Germont, que demana a la dama que trenqui la relació amb el seu fill, ja que la mala reputació de Violetta amenaça el compromís de la seva filla amb un jove de bona família. Amb gran remordiment i horroritzada, accedeix a la cruel petició de Germont. Aquest, en un gest de gratitud pel seu sacrifici i admirat per la noblesa de la dama, la besa al front i ella es queda plorant.
Violetta dona a Annina una nota dirigida a Flora en què accepta la invitació a la festa. Es disposa a escriure una carta a Alfredo. Aquest apareix i ella amb penes i treballs pot controlar la tristor. Li parla repetidament del seu amor incondicional i s'acomiada d'ell sense explicacions amb la cèlebre frase Amami Alfredo!. Abans d'anar-se'n cap a París, Violetta entrega al seu criat la carta que ha redactat per a Alfredo. Quan aquest la llegeix se sent defallir. Germont apareix en aquell instant i tracta de consolar el seu fill. Però Alfredo sospita que el baró està darrere d'aquesta separació, ja que la invitació a la festa de Flora que troba damunt de la taula del despatx així li ho confirma. Enfurismat, decideix acudir aquella nit a la festa. Germont intenta aturar-lo però Alfredo se'n va.

#### Quadre II
A la festa, el marquès d'Obigny explica a Flora que Violetta i Alfredo s'han separat. L'amfitriona crida els artistes perquè entretinguin els convidats. Gastone i els seus amics s'uneixen als toreros i canten. Violetta arriba amb el baró Douphol. S'adonen de la presència d'Alfredo a la taula de jocs. Quan els veu, clama que s'emportarà Violetta a casa seva. Molest pels comentaris d'Alfredo -aquesta nit afortunat en el joc-, el baró s'asseu a jugar amb ell. Alfredo guanya un bon grapat de diners en les apostes. Flora anuncia que el sopar està preparat.
Mentrestant tots surten de la sala, Violetta convida Alfredo a abandonar la festa, ja que té por que la ira del baró el porti a reptar-lo a un duel. Alfredo malinterpreta la seva preocupació i li demana que admeti que està enamorada del baró. Ella ho reconeix amb gran pesar. Alfredo, furiós, fa vindre els convidats perquè siguin testimonis del que ha de dir. Humilia i denuncia Violetta públicament i llança els diners que ha guanyat als seus peus com a símbol vergonyós de deute que ha quedat saldat.

### Acte III
Habitació solitària de la casa de Violetta a París. El doctor Grenvil anuncia a Annina que Violetta no viurà molt més, ja que ha empitjorat a causa de la tuberculosi. Sola a l'habitació, en la misèria, Violetta llegeix una carta en què Germont li fa saber que el baró només va sortir ferit del duel amb Alfredo. També la consola contant-li en la missiva que ha informat el seu fill del sacrifici que ella ha fet per ell i per la seva germana, i que envia Alfredo a veure-la immediatament per a demanar-li perdó. No obstant això, Violetta sap que és massa tard.Annina entra en la desolada habitació per a anunciar l'arribada d'Alfredo.
Els amants es retroben i Alfredo suggereix anar-se'n de París. Però ella sap que el temps se li acaba. El pare d'Alfredo arriba amb el doctor i es lamenta pel que ha fet. Violetta mor als braços d'Alfredo.

## Àries destacades

### Acte I
- "Libiamo, libiamo nei lieti calici" (Alfredo): aquesta ària passa quan Violetta proposa un brindis. El Baró, malhumorat, rebutja pronunciar-ho, cosa que fa que Alfredo comenci el famós brindis de La Traviata. Violetta respon amb la mateixa melodia, el nucli és un salt de sexta major des de la dominant fins a la modal. En els 4 primers compassos insisteix en aquest interval per posar més atenció a l'enèrgica i espontània melodia, que consta d'una estructura de 10 compassos.
- "Un dì felice eterea" (Alfredo): el principi d'aquesta melodia és una variant de la peça del mateix Verdi "L'Abandonnée". Cada frase és una viscuda expressió de l'estat anímic d'Alfredo. Ell no és només un tenor romàntic enamorat qualsevol. La melodia sembla reunir força i confiança culminant en el gloriós "Dì quell'amor, quell'amor ch'è palpito", el qual es repetirà al llarg de l'òpera com un símbol de l'amor entre Violetta i Alfredo.
- "Ah fors'è lui" (Violetta): Violetta imagina la felicitat d'estimar i ser estimat. Potser Alfredo és l'home al qual ha estat esperant durant tota la seva vida. Aquest andante presenta el disseny menor - major en la seva forma mes simple. Meyerbeer té un esquema harmònic gairebé idèntic en l'ària d'Isabelle "Robert, toi que j'aime" en Robert li Diable, una òpera que Verdi coneixia molt bé.
- "Sempre libera deggi'io folleggiar" (Violetta): Qui és ella per somiar amb l'amor? ¿Una pobra noia perduda en la gran ciutat de París, sense un amic que l'ajudi?. Per què no hauria de lliurar-se a gaudir el moment? Violetta presenta la dolce vita en aquesta cabaletta. Necessita ser escoltada en el seu context per a ser vista com una cosa més que una simple peça brillant. L'escriptura té molt a veure amb l'estil primerenc de Verdi amb els ràpids arpegis en pizzicato dels violoncels per provocar emoció, i la gran presència de trompeta i flautí.

### Acte II
- “Lunge da lei per me non v'ha diletto” (Alfredo): Alfredo pensa en com ha canviat la seva vida amb Violetta. El canvi entre recitatiu i ària es suavitza amb uns compassos d'arioso. El errant és un moviento breu i simple seguint el mateix motlle que molts dels primers cantabiles, però més comprimit. Les frases curtes i els estrets intervals melòdics són tipus de les òperes de coloratura.
- “Oh mio rimorso! Oh infàmia!” (Alfredo): passa mentre es dirigeix Alfredo a París per aconseguir un préstec. Aquesta cabaletta dota Alfredo d'un toc d'heroisme, encara que és totalment convencional. El seu èmfasi no està realment justificat pel seu context o les seves paraules; Els seus sentiments són massa profunds.
- “Pura siccome un angelo” (Germont): aquest és el nucli de l'òpera. Com de costum, el seu significat va ser condensat per Piave. Germont es presenta com el pare d'Alfredo, i per expressar tota l'hostilitat que té, Verdi recorre a un dels dispositius més antics de la música, una tríton entre la veu i l'orquestra. (Fa de l'orquestra amb el Si del tenor).
- “Amami Alfredo” (Violetta): és la resolució d'un dels més notables falsos crescendo mai escrits: fals perquè la major part del temps la dinàmica no augmenta en absolut, però el sentit de la tensió es manté durant 40 compassos. Mentre Violetta escriu una carta a Alfredo, aquest entra i no pot controlar la seva tristesa i les llàgrimes. Quan els servents lliuren la carta a Alfredo, el seu pare torna i l'intenta reconfortar recordant la seva família que és a Provença.

### Acte III
- "Addio del passato" (Violetta): aquesta ària és un comiat dels somnis passats de felicitat amb un to patètic de l'oboè per obrir i tancar les dues estrofes i per enllaçar a les seves respectives seccions en major i menor. És el primer exemple en l'òpera italiana d'una ària que acaba en mode menor. El començament en menor és una variant del duet amb Germont "Così alla misera", on s'adona de la impossibilitat de la seva posició. El tema en major era, el 1853, una melodia completament nova, però -a causa de la revisió de 1854- es converteix en una representació de la serenitat de Violetta.
- "Parigi, o cara" (Alfredo): és, també, una altra melodia molt coneguda de la Traviata: similar a un vals, és absolutament senzilla en línia i acompanyament, i confinada principalment dins de l'àmbit d'unes poques notes. Violetta repeteix aquesta melodia nota per nota i després, la simetria és trencada per l'entrada d'Alfredo amb una nova idea fins al final de la cadència de Violetta.
- "Ah! Gran Dio! morir si giovine" (Alfredo): aquesta cabaletta mostra l'evolució des de la desesperació fins al sofriment. És aquesta melodia el patetisme no resideix ni en l'harmonia ni en la tonalitat, sinó en els accents, el fraseig i en els intervals melòdics. Rítmicament segueix un patró tardà de Donizetti.
- "Prendi quest'è l'immagine" (Violetta): aquest final comença amb la disposició instrumental trobada en el Miserere d'Il trovatore. Passa un fals miracle: Violetta sent un ressorgiment de vida. L'orquestra reflecteix la seva creixent emoció mentre la seva veu està gairebé sense expressió, gairebé parlant, després s'eleva amb l'orquestra fins al clímax en fortíssimo, en el qual ella cau sense sentit. Alfredo crida el seu nom i el doctor, després de prendre el pols, anuncia que està morta. La cortina cau durant la usual successió d'acords en fortíssimo.

## Curiositats
- Aquesta òpera fou escrita i dedicada al tenor Luigi Graziani.[7]